# Забудьте слово «смерть»
«Забу́дьте сло́во „смерть“» — советский широкоформатный художественный фильм Самвела Гаспарова. Снят в 1979 году.

## Сюжет
1920 год. Гражданская война в России. На Украине свирепствует преступная банда батьки Кикотя. В это время в село Суховка к заместителю начальника уездной народной милиции Левченко прибывает комиссар Иван Островой, направленный ГубЧК для уничтожения Кикотя. Встретивший Острового с недоверием, Левченко вынужден подчиниться приказу. Островой освобождает из тюрьмы двух бандитов, захваченных Левченко и исчезает. Вскоре он объявляется в банде Кикотя, где говорит о том, что он — посланец барона Врангеля.
Специально для картины Владимиром Высоцким была написана песня «Пожары», но по ряду причин она не вмонтировалась в фильм.

## В ролях
- Богдан Ступка — Иван Островой
- Евгений Леонов-Гладышев — Дмитрий Полищук
- Пётр Меркурьев — Кальянов
- Константин Степанков (старший) — Кикоть
- Станислав Станкевич — Захар Полищук
- Виталий Матвеев — рябой бандит
- Константин Степанков (младший) — сын Кикотя
- Олег Корчиков — Левченко, начальник милиции
- Ольга Гаспарова — панночка Негребецкая
- Александр Горбатов — дед Андрей
- Элгуджа Бурдули — Охрим
- Виталий Розстальный — Петро Бачура
- Петр Вескляров — селянин
- Екатерина Крупенникова — Екатерина
- Людмила Фирсова — Настя, жена Полищука
- Юрий Орлов
- Остап 
Ступка — мальчик в «будёновке» с яблоком (в титрах не указан)

## Съёмочная группа
- Автор сценария: Эдуард Володарский
- Режиссёр: Самвел Гаспаров
- Оператор: Виктор Крутин
- Художник: Михаил Кац
- Композитор: Алексей Зубов